# Boechera burkii
Boechera burkii är en korsblommig växtart som först beskrevs av Thomas Conrad Porter, och fick sitt nu gällande namn av Windham och Al-shehbaz. Boechera burkii ingår i släktet indiantravar, och familjen korsblommiga växter. Inga underarter finns listade i Catalogue of Life.